# Bahama
Bahama est une jument trotteur français, née le 21 avril 1989 et morte en mars 2014. Fille de Quito de Talonay et Libyssa, par Nivôse, elle était drivée par Jean-Étienne Dubois et entraînée par son propriétaire, Jean-Pierre Dubois, qui la céda ensuite à l'écurie Wildenstein. 

## Carrière de courses
À 3 ans, elle remporte neuf de ses onze sorties en compétition, mais ne peut accrocher le Critérium, terminant troisième. À 4 ans, elle se classe troisième du Prix de l'Atlantique face à ses aînés, et continue de dominer sa génération, remportant trois groupe 1 en France et en Italie.  L'année suivante, elle défie encore ses aînés, se classant deuxième derrière Vourasie dans le Prix de France et le Prix de l'Atlantique. Elle participe aussi à l'Elitloppet, mais ne peut faire mieux que cinquième dans la finale remportée par Copiad. Après une riche campagne d'Italie, son année de 6 ans semble annoncer une baisse de forme, si bien que la jument fait son entrée aux haras, avec un palmarès riche de huit victoires classiques (aujourd'hui Groupe I) en France et en Italie, dont deux Prix de l'Étoile, et une douzaine de semi-classiques (Groupe II).

### Palmarès

#### GroupesI
France
- Prix Albert Viel (1992)
- Prix de l'Étoile (1993, 1994)
- Critérium continental (1993)
- 2e Prix de France (1994)
- 2e Prix de l'Atlantique (1994)
- 2e Critérium des 5 ans (1994)
- 3e Critérium des 3 ans (1992)
- 3e Prix de l'Atlantique (1993)

 Italie
- Prix d'Europe (1993)
- Grand Prix Continental (1993)
- Grand Prix Freccia d'Europe (1994)
- Palio des Communes (1994)
- 2e Grand Prix des Nations (1994)

#### GroupesII
France
- Prix Masina (1992)
- Prix Ozo (1992)
- Prix Guy Deloison (1992)
- Prix Reine du Corta (1992)
- Prix Queila Gédé (1992)
- Prix Éphrem Houel (1993)
- Prix Céneri Forcinal (1993)
- Prix Henri Levesque (1994)
- Prix des Ducs de Normandie (1994)
- Prix de Washington (1994)
- Prix Jockey (1994)
- 2e Prix Gaston Brunet (1993)
- 2e Prix d'Europe (1994)
- 3e Prix Philippe du Rozier (1993)
- 3e Grand Prix du Sud-Ouest (1994)

## Au haras
Bahama s'est révélée une excellente poulinière. Parmi les meilleurs de ses quatorze rejetons, on peut citer : 
- Rapide Aventure 1'11 (Love You) : Prix Masina, 2e Prix Uranie, 4e Prix de l'Étoile.
- Nouvelle Aventure 1'12 (Défi d'Aunou) : 3e Prix Ariste Hémard, de Pardieu, 5e Championnat européen des 5 ans.
- Quelle Aventure 1'12 (Défi d'Aunou) : 3e Prix Gaston de Wazières.

## Origines
| Origines de Bahama, femelle, bai. | Origines de Bahama, femelle, bai. | Origines de Bahama, femelle, bai. | Origines de Bahama, femelle, bai. |
| --------------------------------- | --------------------------------- | --------------------------------- | --------------------------------- |
| Père Quito de Talonay             | Florestan (US)                    | Star's Pride (US)                 | Worthy Boy                        |
| Père Quito de Talonay             | Florestan (US)                    | Star's Pride (US)                 | Stardrift (US)                    |
| Père Quito de Talonay             | Florestan (US)                    | Roquépine                         | Atus II                           |
| Père Quito de Talonay             | Florestan (US)                    | Roquépine                         | Jalna IV                          |
| Père Quito de Talonay             | Dent Blanche                      | Seddouk                           | Carioca II                        |
| Père Quito de Talonay             | Dent Blanche                      | Seddouk                           | Arlette III                       |
| Père Quito de Talonay             | Dent Blanche                      | Quine                             | Hermès D                          |
| Père Quito de Talonay             | Dent Blanche                      | Quine                             | Hautecombe                        |
| Mère Libyssa                      | Nivôse                            | Élope                             | Quel Veinard                      |
| Mère Libyssa                      | Nivôse                            | Élope                             | Pénélope III                      |
| Mère Libyssa                      | Nivôse                            | Chuchundra                        | Maurico B                         |
| Mère Libyssa                      | Nivôse                            | Chuchundra                        | Quintessence                      |
| Mère Libyssa                      | Clorinde                          | Quioco                            | Vermont                           |
| Mère Libyssa                      | Clorinde                          | Quioco                            | Béatrix II                        |
| Mère Libyssa                      | Clorinde                          | Gloria Mesnil                     | Teucer                            |
| Mère Libyssa                      | Clorinde                          | Gloria Mesnil                     | Mnais                             |